# Harg (Norrtälje)
Harg is een plaats in de gemeente Norrtälje in het landschap Uppland en de provincie Stockholms län in Zweden. De plaats heeft 92 inwoners (2005) en een oppervlakte van 39 hectare. Harg ligt op het in de Botnische Golf gelegen eiland Vätö, dit eiland is via een brug met het vasteland verbonden. De plaats wordt omringd door landbouwgrond, bos en rotsachtig gebied. De stad Norrtälje ligt zo'n vijftien kilometer ten westen van het dorp.